# Antoine Banier
Antoine Banier (Dallet, 1673 – Parigi, 1741) è stato un mitografo, traduttore e religioso francese.

## Biografia
L'abbé Banier è conosciuto sia per la sua traduzione delle Metamorfosi di Ovidio, che fu un testo a lungo popolare, che per le sue ricerche sulle fiabe dell'antichità greca e latina. Pubblicata la prima volta nel 1711, e poi rielaborata e accresciuta più volte, la sua grande opera d'interpretazione storica della mitologia è fortemente intrisa di evemerismo, attualmente non costituisce più un punto di riferimento, ma fu accolta a suo tempo con molto favore e è stato usato come introduzione allo studio del mondo antico da parte di numerose generazioni di lettori come Étienne de Jouy che ha scritto: 
(Victor-Joseph Étienne de Jouy)
Banier ha contribuito anche con numerose memorie e dissertazioni ai lavori dell'Académie royale des inscriptions et belles-lettres, di cui divenne membro nel 1728.

## Pubblicazioni
- Explication historique des fables, où l'on découvre leur origine et leur conformité avec l'histoire ancienne (2 volumi, 1711)
- Troisième Voyage du sieur Paul Lucas, fait en 1714, par ordre de Louis XIV dans la Turquie, l'Asie, la Sourie, la Palestine, la Haute et la Basse-Égypte (3 volumi, 1719)
- Supplément à l'Homère de Madame Dacier, contenant la vie d'Homère, par Madame Dacier, avec une dissertation sur la durée du siège de Troie par M. l'abbé Banier (1731)
- La Mythologie et les fables expliquées par l'histoire (3 volumi, 1738-1740)
- Histoire générale des cérémonies religieuses de tous les peuples du monde, représentées en 243 figures dessinées de la main de Bernard Picart; avec des explications historiques et curieuses par M. l'abbé Banier et par M. l'abbé Le Mascrier (1741)[3]

Traduzioni
- Ovidio : Les Métamorphoses (2 volumi, 1732)